# Nonato
Nonato est un footballeur brésilien né le 5 juillet 1979.